# COM (magazine)
COM est un magazine de manga édité par Mushi Production, fondé en 1967 par Osamu Tezuka et arrêté en 1971. Il est spécialisé dans le manga d'avant-garde. Bien que publié sur une courte période il permet, avec le magazine Garo, l'établissement du gekiga et du manga pour public adulte.

## Histoire
COM est créé par Osamu Tezuka en 1967 en réaction au magazine de manga d'avant-garde Garo, qui bouleverse les réalités éditoriales de l'époque. COM prend lui-aussi une ligne éditoriale avant-gardiste, mais se veut plus accessible que Garo avec un ton plus léger, des articles didactiques sur le manga et des jeux-concours de création de manga. Dans les faits il a surtout servit de tremplin, que ce soit pour les auteurs ou le lectorat, vers Garo, beaucoup plus difficile d'accès.
Le magazine ouvre avec des titres de Shōtarō Ishinomori, Shinji Nagashima, Masako Yashiro et Leiji Matsumoto, c'est aussi dans ce magazine que Tezuka débute une nouvelle version de son manga Phénix, l'oiseau de feu,. Le magazine permet à de nouveaux auteurs de débuter leur carrière comme Yūsuke Aoyagi ou Kazuhiko Miyaya, et plus particulièrement des femmes comme Murasaki Yamada ou Fumiko Okada, ce qui a un impact certain sur la production du shōjo manga qui deviendra plus exigeant lors de la décennie qui suit,,.
C'est aussi dans ce magazine que Tezuka tient un journal sur son début de carrière.
Le magazine ferme ses portes après le numéro de décembre 1971 pour cause de difficultés financières.